# Władysław Osmański
Władysław Osmański SVD (ur. 28 sierpnia 1917 w Radomnie, zm. 29 grudnia 1942 w Dachau) – polski kleryk katolicki, Sługa Boży Kościoła katolickiego.

## Życiorys
Był synem Jana i Marianny z domu Karczewskiej. 28 sierpnia 1917 roku został ochrzczony. W 1931 roku wstąpił do Niższego Seminarium Misyjnego Księży Werbistów w Górnej Grupie, a nowicjat rozpoczął 5 września 1939 roku w Domu Misyjnym św. Stanisława Kostki w Chludowie.
Po wybuchu II wojny światowej, 25 stycznia 1940, Niemcy internowali wszystkich przebywających w Domu Misyjnym duchownych i utworzyli obóz przejściowy dla zakonników i księży z okolicy. 19 maja złożył w trybie przyśpieszonym pierwsze śluby zakonne. Po aresztowaniu, które nastąpiło 22 maja 1940 roku przewieziony został do Fortu VII w Poznaniu, później do hitlerowskiego obozu koncentracyjnego Dachau (KL) i zarejestrowany został pod numerem 11095. Od 2 sierpnia 1940 przebywał w obozie Mauthausen-Gusen (zarejestrowany został pod numerem 6825), a 8 grudnia 1940 powtórnie przewieziony do Dachau (KL), zarejestrowany został pod numerem i otrzymał numer 22114.
W obozie, 4 października 1942 roku przeniesiono go ze względu na gruźlicę do odosobnionego baraku – rewir, blok nr 29, gdzie zmarł wycieńczony katorżniczą pracą i chorobą.
Jest jednym z 122 Sług Bożych, wobec których 17 września 2003 roku rozpoczął się proces beatyfikacyjny drugiej grupy męczenników z okresu II wojny światowej. 23 kwietnia 2008 roku zamknięto w Misyjnym Seminarium Duchownym Księży Werbistów w Pieniężnie proces rogatoryjny (diecezjalny etap procesu beatyfikacyjnego).

## Źródła internetowe
- Notatka biograficzna
- MARTYRS KILLED IN ODIUM FIDEI BY THE NAZIS DURING THE SECOND WORLD WAR (III) (poz. 81) (ang.)